# Academia Sinica

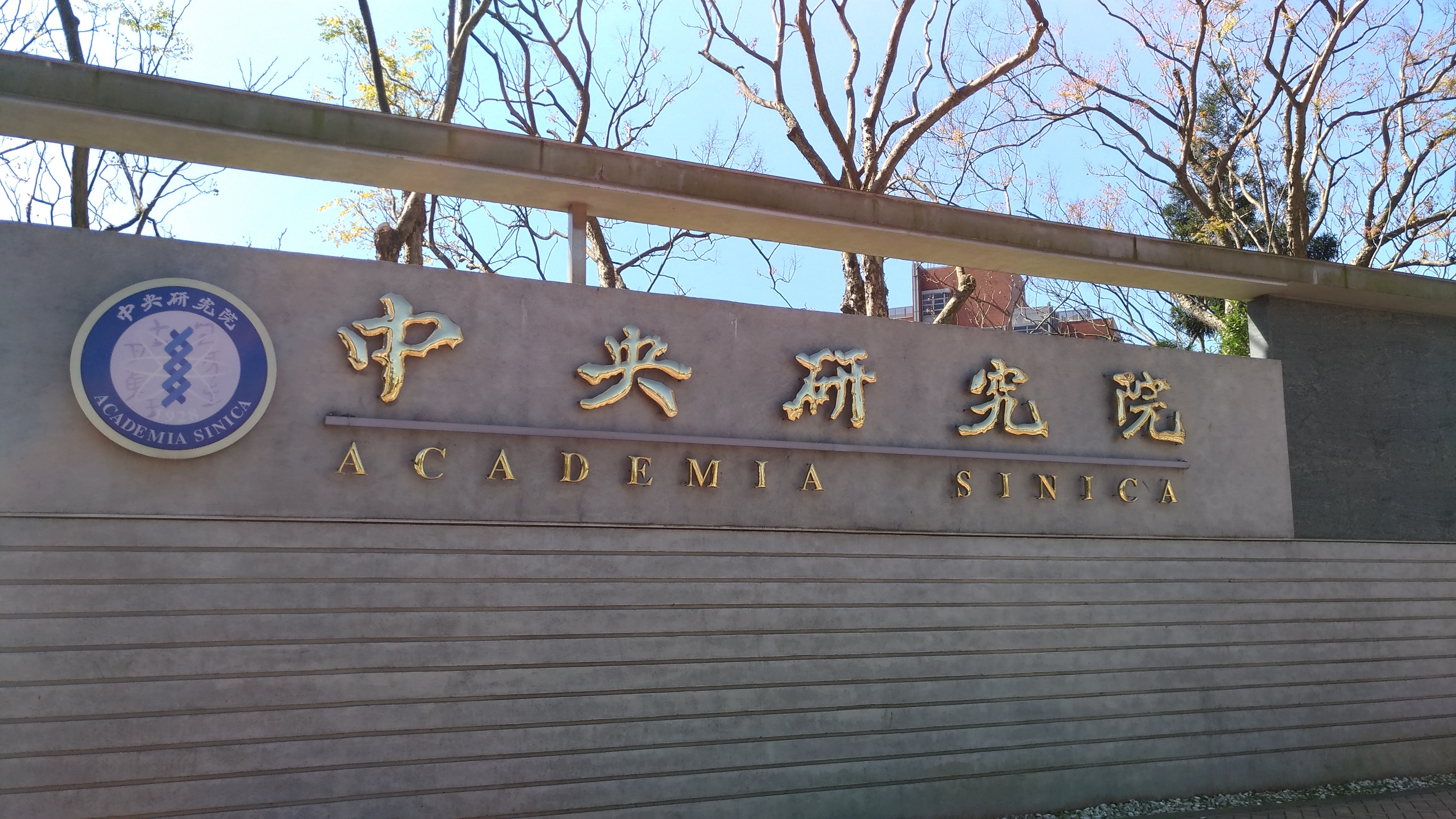
Eingang zur Academia Sinica

Die Academia Sinica (chinesisch 中央研究院, Pinyin Zhōngyāng Yánjiùyuàn, Pe̍h-ōe-jī Tiong-iang gián-kiù-īnn – „zentrales Forschungsinstitut“) ist heute die Nationale Akademie der Wissenschaften von Taiwan. Sie befindet sich primär im Stadtbezirk Nangang von Taipeh.

## Geschichte
Initiiert durch Li Shizeng, wurde die Academia Sinica am 9. Juni 1928 in der Republik China (mit Niederlassungen in Peking und Shanghai) offiziell gegründet. Sein Weggefährte Cai Yuanpei, der nach der Revolution von 1911 erster Erziehungsminister der Republik gewesen war, wurde ihr Präsident. Im Zuge des Bürgerkrieges und des Einmarsches japanischer Streitkräfte zog die Academia Sinica mehrmals um. Nachdem im Jahre 1949 auf dem Festland die Kommunisten die Kontrolle gewonnen hatten, wurde die Academia Sinica von der republikanischen Regierung in Taiwan neu gegründet. In den folgenden Jahren der politischen Instabilität ging ihre Entwicklung nur schleppend voran.
Bereits einen Monat nach Gründung der Volksrepublik China gründete deren Regierung in Peking auf Basis der Academia Sinica eine neue Chinesische Akademie der Wissenschaften (CAS, Chinese Academy of Sciences) und gab den vorherigen Namen auf.

## Forschungseinrichtungen
Zurzeit sind 24 Forschungsinstitute und 7 Forschungszentren mit ~850 festangestellten Forschern, ~100 Technikern, ~1000 Postdocs und ~2000 Studenten in der Academia Sinica vereint.
| | | |
| Sektion Mathematische und Physikalische Forschung - Institut für Mathematik - Institut für Physik - Institut für Chemie - Institut für Geowissenschaften - Institut für Informationstechnologie - Institut für Statistik - Institut für Atom- und Molekularforschung - Institut für Astronomie und Astrophysik - Zentrum für Angewandte Forschung - Zentrum für Umweltforschung - Zentrum für Innovation in der Informationstechnologie | Sektion Biowissenschaften - Institut für Pflanzen und Mikrobiologie - Institut für Zelluläre und Organische Biologie - Institut für Biochemie - Institut für Molekulare Biologie - Institut für Biomedizinische Forschung - Zentrum für Agrikultur und Biotechnologie - Zentrum für Genom-Forschung - Zentrum für Biodiversitäts-Forschung | Sektion Humanistische und Soziale Forschung - Institut für Geschichte und Philologie - Institut für Ethnologie - Institut für Moderne Geschichte - Institut für Wirtschaft - Institut für Europa- und Amerika-Forschung - Institut für Chinesische Literatur und Philosophie - Institut für die Geschichte Taiwans - Institut für Soziologie - Institut für Sprachwissenschaften - Institut für Politikwissenschaften - Institut für Rechtswissenschaften - Zentrum für Humanistische und Soziale Forschung |

Es existieren mehrere ausgelagerte Einrichtungen: das Institut für Atom und Molekularforschung und das Institut für Astronomie und Astrophysik befinden sich auf dem Gelände der Nationaluniversität Taiwan in Taipeh, das Zentrum für Angewandte Forschung hat eine Zweigniederlassung an der Chiao-Tung-Nationaluniversität. Die Etablierung eines südlichen Campuses in Tainan ist in Planung.

## Präsidenten (Amtszeit)
- Cai Yuan Pei (1928–1940) – Pädagoge, Ethnologe, Minister
- Chu Chia-Hua (1940–1957) – Politiker, Vizepräsident der Republik China, 1949–1950
- Hu Shi (1958–1962) – chinesischer Philosoph, Philologe und Politiker
- Wang Shih-Chieh (1962–1970) – Außenminister der Republik China, 1948
- Chien Shih-Liang (1970–1983) – Chemiker
- Ta-You Wu (1983–1994) – Nuklearphysiker
- Yuan T. Lee (1994–2006) – Nobelpreisträger Chemie 1986
- Chi-Huey Wong (2006–2016)[6] – Wolf-Preisträger 2014 Chemie
- James C. Liao seit 2016[7] – Biochemiker